# 敦賀市立看護大学
敦賀市立看護大学（つるがしりつかんごだいがく、英語: Tsuruga Nursing University）は、福井県敦賀市木崎78-2-1に本部を置く日本の公立大学。2014年創立、2014年大学設置。

## 概略
1994年（平成6年）に開校した敦賀市立看護専門学校を四年制大学に改組・転換する形で2014年（平成26年）に開学した。同専門学校は2017年（平成29年）3月まで所定の課程を実施するため、大学の開学と同時に大学敷地内へ機能を移転した。なお、大学の敷地・建物などの設備は、2013年（平成25年）3月に廃止された私立の敦賀短期大学の施設を活用したものである。

## 組織
（この節の出典）

### 学部
- 看護学部
  - 看護学科

### 研究科
- 看護学研究科（修士課程[2]）
  - 看護学専攻

### 専攻科
- 助産学専攻科

## 交通アクセス
- JR北陸新幹線・北陸本線・小浜線・ハピラインふくいハピラインふくい線「敦賀駅」から敦賀市コミュニティバスで約14分[4]